# Xylosma avilae
Xylosma avilae är en videväxtart som beskrevs av H.O. Sleum.. Xylosma avilae ingår i släktet Xylosma och familjen videväxter. Inga underarter finns listade i Catalogue of Life.